# تومر متين
تومر متين ((بالتركية: Tümer Metin)‏)، من مواليد 14 أكتوبر 1974 في زونغولداق في تركيا، لاعب كرة قدم تركي.
يلعب مع نادي فنربغشة منذ عام 2006.
بدأ باللعب مع منتخب تركيا لكرة القدم في عام 2005.

## روابط خارجية
- تومر متين على موقع الاتحاد الأوربي (الإنجليزية)
- تومر متين على موقع اتحاد تركيا (لاعب) (الإنجليزية)
- تومر متين على موقع قاعدة بيانات كرة القدم.إي يو (الإنجليزية)
- تومر متين على موقع ناشيونال فوتبول تيمز (الإنجليزية)
- تومر متين على موقع عالم كرة القدم.نت (الإنجليزية)
- تومر متين على موقع كووورة